# Gastrosporium
Gastrosporium es el único género de la familia de hongos Gastrosporiaceae. Contiene dos especies similares a las trufas, la tipo G. simplex y G. asiaticum. Tanto la familia como el género fueron delimitados por el micólogo italiano Oreste Mattirolo en 1903.